# Filistata rufa
Filistata rufa är en spindelart som beskrevs av Lodovico di Caporiacco 1934. Filistata rufa ingår i släktet Filistata och familjen Filistatidae. Inga underarter finns listade i Catalogue of Life.